# Wereldbeker voetbal 1981
De Wereldbeker van 1981 werd gespeeld tussen de Braziliaanse voetbalclub Flamengo en de Engelse club Liverpool FC. De wedstrijd vond plaats in het Olympisch Stadion in de Japanse hoofdstad Tokio en eindigde in een 0-3 overwinning voor Flamengo.
Liverpool had de Europacup I van dat jaar gewonnen tegen Real Madrid en Flamengo de Copa Libertadores tegen Cobreloa. Voor Liverpool was het de eerste keer in de intercontinentale beker, nadat het in 1977 en 1978 als Europees kampioen geweigerd had om hieraan deel te nemen. 

## Wedstrijddetails
|                  |           |                           |          |                                                                                      |
| 13 december 1981 | Liverpool | 0 – 3                     | Flamengo | Olympisch Stadion, Tokio Toeschouwers: 62.000 Scheidsrechter: Rubio Vásquez (Mexico) |
| 13 december 1981 |           | 12', 41' Nunes 34' Adílio |          | Olympisch Stadion, Tokio Toeschouwers: 62.000 Scheidsrechter: Rubio Vásquez (Mexico) |

| Liverpool | Flamengo |

|                |    |                  |     |
|                |    |                  |     |
| GK             | 1  | Bruce Grobbelaar |     |
| RB             | 2  | Phil Neal        |     |
| CB             | 4  | Phil Thompson    |     |
| CB             | 6  | Alan Hansen      |     |
| LB             | 3  | Mark Lawrenson   |     |
| RM             | 14 | Sammy Lee        |     |
| CM             | 10 | Terry McDermott  | '51 |
| CM             | 11 | Graeme Souness   |     |
| LM             | 5  | Ray Kennedy      |     |
| SS             | 7  | Kenny Dalglish   |     |
| CF             | 16 | Craig Johnston   |     |
| Wisselspelers: |    |                  |     |
| GK             | 13 | Steve Ogrizovic  |     |
| DF             | 15 | Alan Kennedy     |     |
| MF             | 17 | Kevin Sheedy     |     |
| MF             | 8  | Ronnie Whelan    |     |
| FW             | 12 | David Johnson    | '51 |
| Trainer:       |    |                  |     |
| Bob Paisley    |    |                  |     |

|                  |    |            |  |
|                  |    |            |  |
| GK               | 1  | Raul       |  |
| RB               | 2  | Leandro    |  |
| CB               | 13 | Marinho    |  |
| CB               | 4  | Mozer      |  |
| LB               | 5  | Júnior     |  |
| DM               | 6  | Andrade    |  |
| MF               | 8  | Adílio     |  |
| AM               | 10 | Zico       |  |
| FW               | 7  | Tita       |  |
| CF               | 9  | Nunes      |  |
| FW               | 11 | Lico       |  |
| Wisselspelers:   |    |            |  |
| GK               | 12 | Cantarele  |  |
| DF               | 3  | Figueiredo |  |
| FW               | 15 | Pêu        |  |
| FW               | 16 | Baroninho  |  |
| DF               | 17 | Nei Dias   |  |
| Trainer:         |    |            |  |
| Paulo Carpegiani |    |            |  |

| Winnaar Wereldbeker voetbal 1981 | Winnaar Toyota Cup 1981 |
| -------------------------------- | ----------------------- |
|                                  |                         |
| Flamengo                         |                         |
| 1e titel                         |                         |
| (1e keer wereldkampioen)         |                         |

1960 · 1961 · 1962 · 1963 · 1964 · 1965 · 1966 · 1967 · 1968 · 1969 · 1970 · 1971 · 1972 · 1973 · 1974 · 1975 · 1976 · 1977 · 1978 · 1979 · 1980 · 1981 · 1982 · 1983 · 1984 · 1985 · 1986 · 1987 · 1988 · 1989 · 1990 · 1991 · 1992 · 1993 · 1994 · 1995 · 1996 · 1997 · 1998 · 1999 · 2000 · 2001 · 2002 · 2003 · 2004